# Rua Arbat

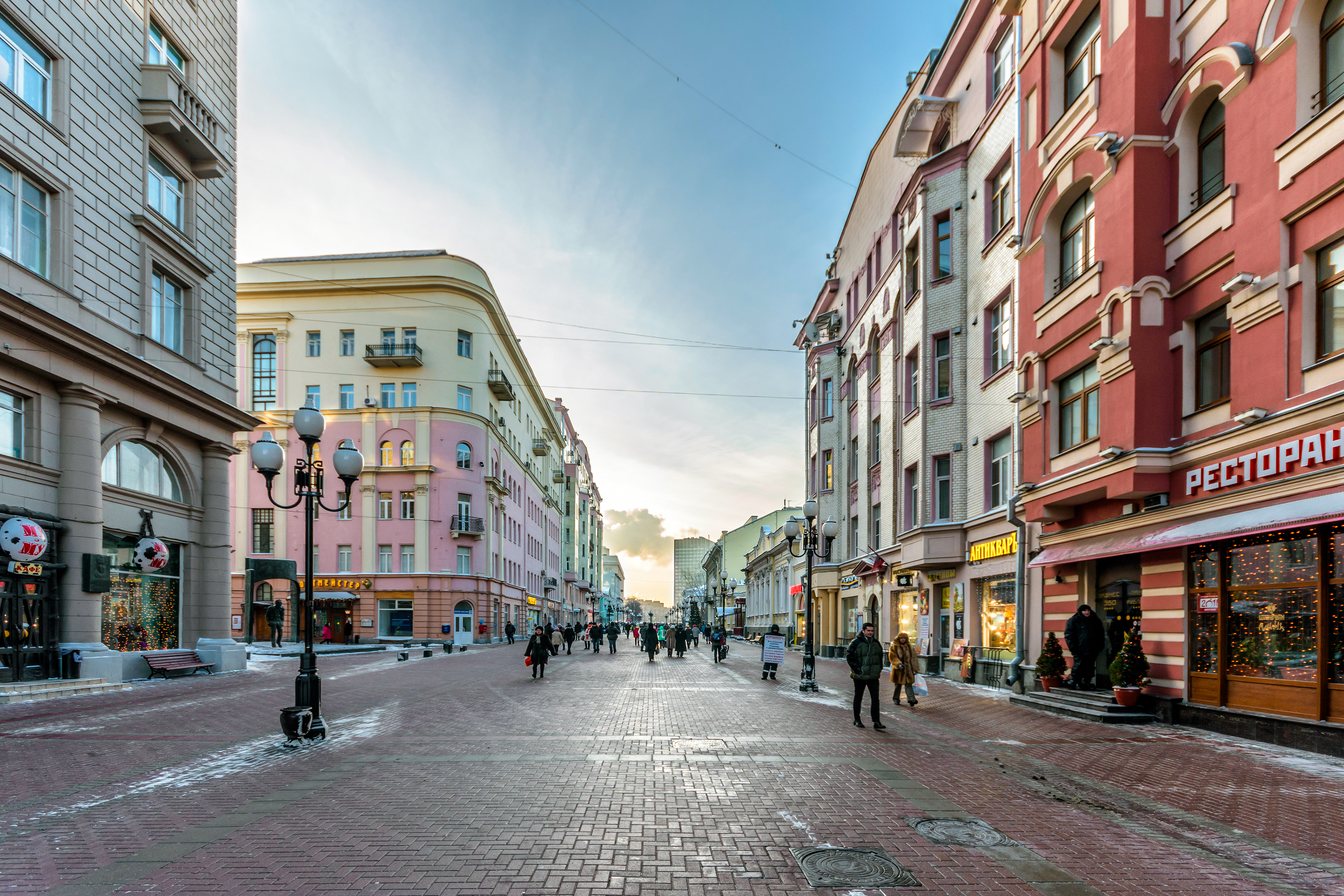
Rua Arbat

Rua Arbat é uma via de pedestres de aproximadamente um quilômetro situada no centro histórico de Moscou. Existe pelo menos desde o século XV, sendo assim uma das ruas mais antigas da capital russa.
A origem do nome é tártara e significa subúrbio (exatamente como Rabat).